# 10BASE2

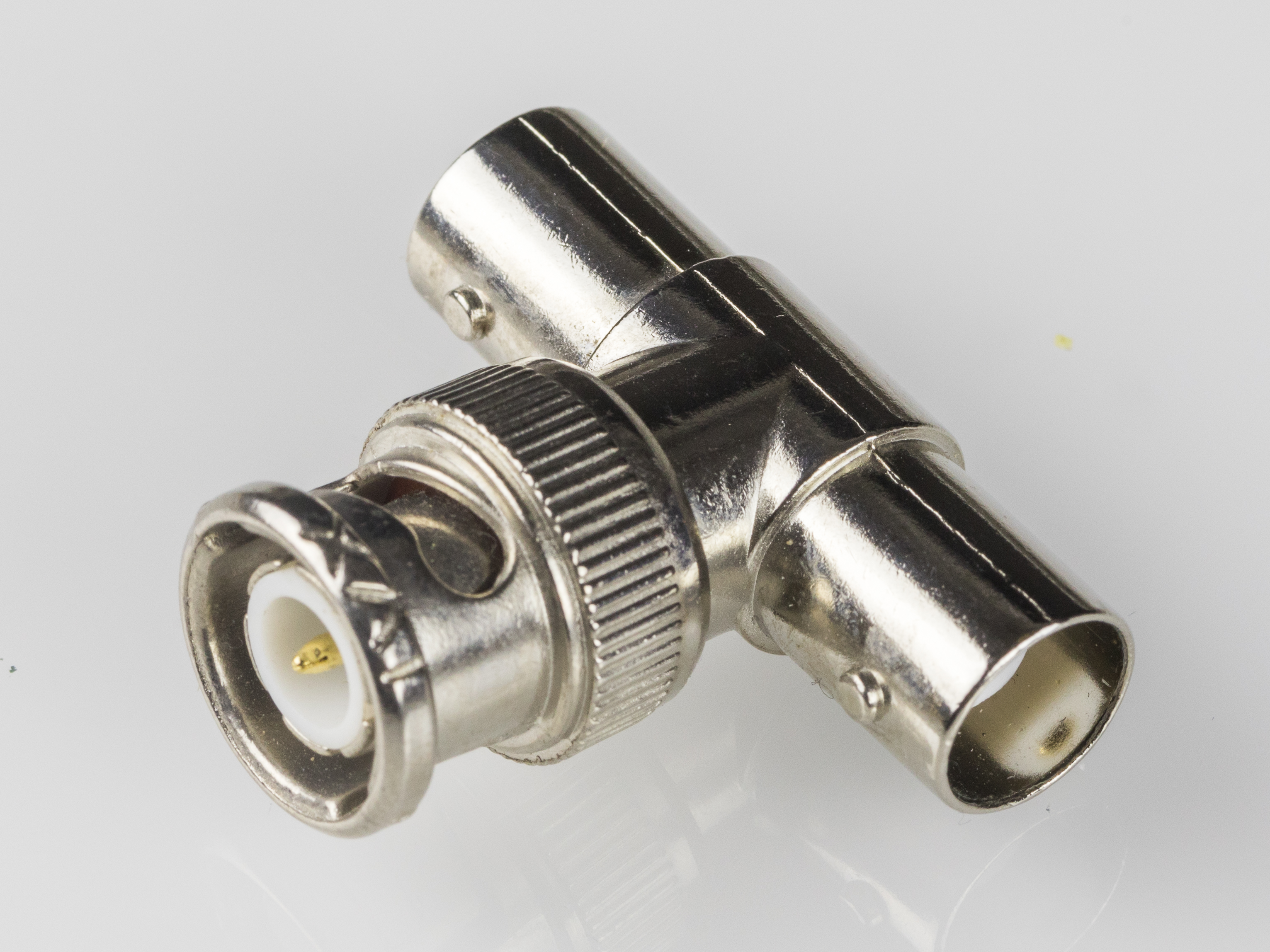
Connector BNC amb forma de T utilitzat per connectar nodes en una xarxa 10Base-2.

10BASE2 (també conegut com a cheapernet, thin Ethernet, thinnet, i thinwire) és una variant de Ethernet que usa cable coaxial fi (RG-58A/O o similar, a diferència del més gruixut cable RG-8 utilitzat en xarxes 10BASE5), acabat amb un connector BNC en cada extrem. Durant molts anys va ser l'estàndard dominant en xarxes Ethernet de 10 Mbit/segon, però a causa de la immensa demanda de xarxes d'alta velocitat, el baix cost del cable de Categoria 5, i la popularitat de les xarxes sense fils 802.11, tant 10BASE2 com 10BASE5 han quedat obsoletes.
La tecnologia 10BASE2 es va introduir el 1985. La instal·lació és més senzilla a causa de la seva menor grandària i pes, i per la seva major flexibilitat. 10BASE2 usa la codificació de sneyal Manchester també. Els ordinadors en la xarxa d'àrea local es connectaven entre si amb una sèrie d'esteses de cable coaxial sense interrupcions. 10BASE2 té un conductor central trenat. Cadascun dels cinc segments màxims de cable coaxial prim pot tenir fins a 185 metres de longitud i cada estació es connecta directament al connector BNC amb forma de "T" del cable coaxial. Només una estació pot transmetre alhora, en cas contrari, es produeix una col·lisió. 10BASE2 també usa half-duplex. La màxima velocitat de transmissió de 10BASE2 és de 10 Mbps. Podia tenir fins a 30 estacions en cada segment individual de 10BASE2. Dels cinc segments consecutius en sèrie que es troben entre dues estacions llunyanes, només tres poden tenir estacions connectades.

## Disseny de la xarxa
En una xarxa 10BASE2, cada segment de cable està connectat al transceptor (que sol estar incorporat en l'adaptador de xarxa) utilitzant un connector en T BNC, amb un segment connecten a cada connector femella de la T. En cada extrem físic de la xarxa és necessari un terminador format per una resistència de 50 ohms que va encapsulat en un tap. Era molt comú connectar-lo directament al connector T d'una estació de treball, encara que no és tècnicament necessari. Alguns dispositius, tals com els Digital DEMPR i DESPR incorporaven internament el terminador, per la qual cosa poden ser usats només en un extrem físic del cable. El màxim nombre pràctic de nodes que es pot connectar a un segment 10BASE2 es limita a 30.
Quan es cablejava una xarxa 10BASE2, s'havia de tenir especial cura a assegurar-se que els cables estan connectats correctament als connectors T, i que els terminadors estan ben situats. Un, i només un dels terminadores pot connectar-se a terra mitjançant una presa de terra. Els mals contactes o curtcircuits són molt difícils de diagnosticar, encara que un reflectómetro de domini de temps pot trobar la majoria dels problemes amb rapidesa. Una fallada en qualsevol punt de la xarxa de cable tendeix a bloquejar totes les comunicacions. Per aquesta raó les xarxes 10BASE2 són difícils de mantenir i van ser reemplaçades per xarxes 10BASE-T que, quan usen cable de Categoria 5 o superior, proporcionen una via senzilla d'actualització a 100BASE-TX. Una alternativa fiable de connexió ha estat establerta per la introducció de connectors EAD.

## Comparació amb 10BASE-T
Les xarxes 10BASE2 en general no poden ampliar-se sense interrompre temporalment el servei a la resta d'usuaris existents i la presència de moltes articulacions en el cable també els fa molt vulnerables a la interrupció accidental o maliciosa. Una simple agulla clavada en qualsevol punt del cable força un testeig de tota la xarxa.
Per contra les xarxes 10BASE2 tenen una sèrie d'avantatges respecte a 10BASI-T. No necessiten el concentrador 10BASI-T, per la qual cosa el cost de maquinari és molt baix, i el cablejat poden ser especialment fàcil, ja que només és necessari un únic cable, que pot tenir origen en l'ordinador més proper. Aquestes característiques fan que 10BASE2 sigui ideal per a una xarxa petita de dues o tres màquines. Per a una complexa xarxa d'oficina les dificultats de localització de les connexions defectuoses la tornen impracticable. Lamentablement per 10BASE2, al moment en múltiples xarxes domèstiques de computadores es va convertir en alguna cosa comuna, el format ja havia estat pràcticament substituït. Com a qüestió de fet, cada vegada és molt difícil trobar una targeta de xarxa compatible 10BASE2 i les diferents peces de l'equip, i els controladors de LAN integrat en placa mare no té el connector, encara que la lògica subjacent pot ser que encara estigui present.

## Origen del nom
El nom 10BASE2 ve de diverses característiques del mitjà físic. El 10 procedeix de la màxima velocitat de transmissió de 10 Mbit/s. El BASE ve de la Banda base de senyalització, i el 2 representa la màxima longitud de segment de 200 metres, no obstant això quan l'estàndard 10BASE2 va aparèixer es va constatar que els 200 metres era una mica exagerat, i que la màxima distància real era de 185 metres.